# 3267 Glo
3267 Glo (1981 AA) là một tiểu hành tinh bay qua Sao Hỏa được phát hiện ngày 3 tháng 1 năm 1981 bởi Bowell, E. ở Flagstaff (AM).